# Phyllachora aspideoides
Phyllachora aspideoides är en svampart som beskrevs av Sacc. & Berl. 1885. Phyllachora aspideoides ingår i släktet Phyllachora och familjen Phyllachoraceae.   Inga underarter finns listade i Catalogue of Life.